# Arbeitserziehungslager Lahde
Das Arbeitserziehungslager Lahde war ein Arbeitserziehungslager im Ortsteil Lahde der ostwestfälischen Stadt Petershagen im heutigen Kreis Minden-Lübbecke in Nordrhein-Westfalen. Es wurde im Mai 1943 von der Gestapo Hannover als Nachfolgelager des Arbeitserziehungslagers Liebenau bei Nienburg/Weser eingerichtet und existierte bis zum 1. April 1945.

## Lage
Lahde liegt ungefähr 60 Kilometer westlich von Hannover am östlichen Ufer der Weser. Zur Zeit des Arbeitserziehungslagers war Lahde eine selbstständige Gemeinde im damaligen Amt Windheim und im Kreis Minden. Das Arbeitserziehungslager hatte ein Zweiglager in Steinbergen an der Bergkette des Wesergebirges, wo Steinbrüche vorhanden sind. Die Unterkunft des Zweiglagers befand sich in der ehemaligen Zehntscheune von Schloss Arensburg.

## Geschichte
Das Arbeitserziehungslager Lahde wurde 1943 durch die Leitstelle der Gestapo Hannover gegründet, um beim Bau von Kraftwerkprojekten im Raum Lahde Gefangene als Zwangsarbeiter einzusetzen. Zuvor hatten Mitarbeiter der Gestapo-Dienststelle Hannover unter der Leitung von SS-Obersturmbannführer Johannes Rentsch Kontakt zum Ortsbürgermeister in Lahde aufgenommen und angekündigt, ihr Arbeitserziehungslager Liebenau nach Lahde zu verlegen. Damit entstand neben dem Ostarbeiterlager in Lahde ein weiteres größeres Lager in dem Ort, indem das Arbeitslager der PREAG als Arbeitserziehungslager umgebaut und übernommen wurde. In der Region soll das 1941 begonnene und 1951 fertiggestellte Kraftwerk Lahde der PREAG und der Bau der Staustufe Petershagen, die zur Schiffbarkeit der Weser vom Mittellandkanal bis zum Kraftwerk Lahde beitrug und auch ein Laufwasserkraftwerk am linken Flussufer beinhaltet, unterstützt werden. Das Lager in Liebenau, das Zwangsarbeiter für die Pulverfabrik in Liebenau zur Verfügung stellte, wurde nach Abschluss der Bauarbeiten dort aufgelöst und nach Lahde verlagert.
Das Zweiglager in Steinbergen ersetzte die Stammbelegschaft des Steinbruchs, die zur Wehrmacht eingezogen worden war. Hergestellt wurden Schottersteine, die zur Verfüllung von Bombenschäden und als Gleisschotter zur Trassierung von Eisenbahnverkehrswegen dienten.
Grundlage für die Anlage des Arbeitserziehungslagers Lahde war die Anlage eines Reichsarbeitsdienstlagers. Das Arbeitslager bestand aus vier hölzernen Wohnbaracken mit jeweils zehn Stuben, in denen je 15 bis 20 Gefangene untergebracht waren. Das Lager war meist mit rund 900 bis 1000 Häftlingen belegt, von denen 85 bis 95 Prozent Ausländer waren. Außerdem gab es eine Essensbaracke und zwei oder drei Baracken für Verwaltung sowie einen Sanitätsbereich. In einem steinernen Arrestbunker waren Einzelzellen untergebracht. Insgesamt waren während des Bestehens des Lagers mindestens 7000 Männer dort inhaftiert.
Die Behandlung im Lager galt als besonders brutal. Zeitweise kamen zwei bis drei Männer täglich ums Leben. Bei der Auflösung des Lagers wurden zahlreiche Häftlinge ermordet. Am 1. April 1945 wurde das Lager aufgelöst, am 4. April trafen alliierte Truppen ein.
In der gleichen Gegend wurde nach dem Krieg das Ausländerlager Lahde eingerichtet. Hier wurden Displaced Persons untergebracht.
Am 11. März 2003 wurde das Grundstück durch die Stadt Petershagen in die Denkmalliste als Bodendenkmal eingetragen.
Auf dem jüdischen Friedhof in Petershagen sind mehr als 260 NS-Opfer beerdigt worden. Meistens waren es Häftlinge aus dem Arbeitserziehungslager Lahde. Auf dem Friedhof erinnern Gedenkstelen an die umgekommenen Häftlinge.
Die Britischen Militärbehörden als verwaltende Behörde in der britischen Besatzungszone, zu der das ehemalige Arbeitserziehungslager gehörte, klagten in zwei Prozessen über 20 Personen an. Ein Prozess richtete sich gegen die Hauptverantwortlichen der Lagerleitung, der zweite gegen die untergeordneten Dienstränge der Wachmannschaften und gegen einige Funktionshäftlinge. Dies wurde ergänzt durch Anklagen gegen Akteure im Außenlager Steinbergen.
Der Leiter des Arbeitserziehungslagers Lahde SS-Hauptsturmführer Karl Winkler wurde in seiner Wohnung in Liebenau verhaftet und verurteilt.

## Forschung
Neben dem Lahder Ortsheimatpfleger Friedrich Brinkmann jun. (Sohn von Friedrich Brinkmann sen.) hat sich vor allem der Historiker und ehrenamtliche Archäologe Hermann Kleinebenne aus Petershagen mit der Aufarbeitung der Geschichte des Arbeitserziehungslagers beschäftigt. Für seine Bemühungen um eine wissenschaftlich angelegte Dokumentation zum Bodendenkmal Arbeitserziehungslager Lahde, seine Verdienste um die Völkerverständigung in diesem Zusammenhang und für sein herausragendes Engagement auf dem Gebiet der Heimatforschung und der Vermittlung des Denkmalschutzgedankens wurde Kleinebenne im Dezember 2023 mit dem Friedrich-Brinkmann-Archäologiepreis der Gesellschaft zur Förderung der Bodendenkmalpflege im Kreis Minden-Lübbecke e.V. ausgezeichnet.